# Liste der Biografien/Gly
Liste der Biografien |
Portal Biografien |
Personensuche
# |
A |
B |
C |
D |
E |
F |
G |
H |
I |
J |
K |
L |
M |
N |
O |
P |
Q |
R |
S |
T |
U |
V |
W |
X |
Y |
Z |
?
 
Ga |
Gb |
Gc |
Gd |
Ge |
Gf |
Gh |
Gi |
Gj |
Gk |
Gl |
Gm |
Gn |
Go |
Gp |
Gq |
Gr |
Gs |
Gu |
Gv |
Gw |
Gy |
Gz
 
Gla |
Glc |
Gle |
Gli |
Glo |
Glu |
Glv |
Gly
Die Liste der Biografien führt alle Personen auf, die in der deutschsprachigen Wikipedia einen Artikel haben. Dieses ist eine Teilliste mit 42 Einträgen von Personen, deren Namen mit den Buchstaben „Gly“ beginnt.

## Gly

### Glya
- Glyager Jensen, Jonas (* 1981), dänischer Badmintonspieler

### Glyc
- Glyceria († 177), Märtyrin und Heilige
- Glycerius († 438), Erzbischof von Mailand, Heiliger der römisch-katholischen Kirche
- Glycerius, weströmischer Kaiser

### Glyk
- Głyk, Kinga (* 1997), polnische Jazzmusikerin (E-Bass, Komposition)Kinga Głyk (* 1997)

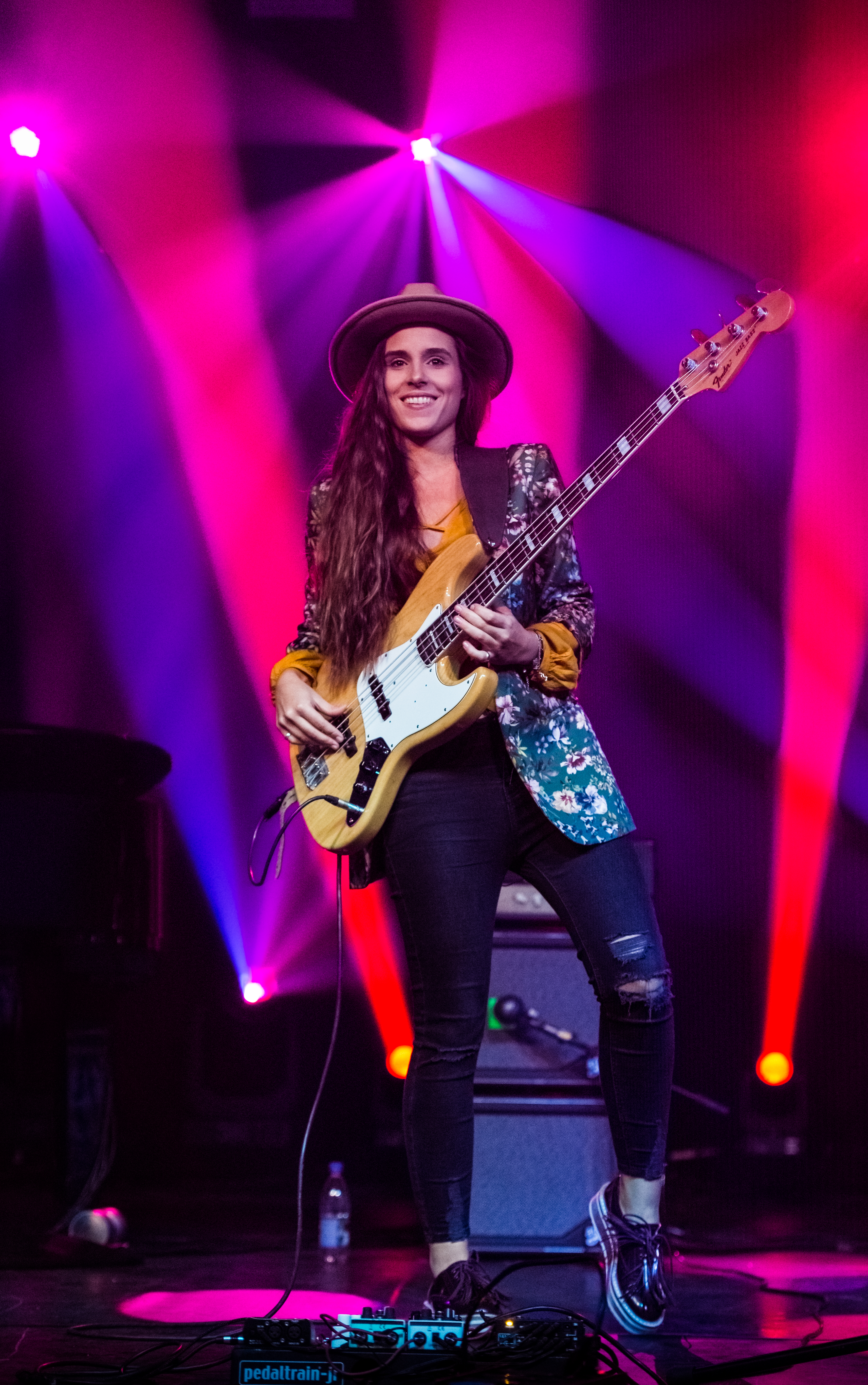
Kinga Głyk (* 1997)

- Glykais, Gyula (1893–1948), ungarischer Säbelfechter
- Glykera, Hetäre der griechischen Antike
- Glykeria (* 1953), griechische Sängerin
- Glykon von Athen, griechischer Bildhauer
- Glykos, Panagiotis (* 1986), griechischer Fußballtorhüter
- Glykson, Serge, schwedischer Jazzmusiker

### Glym
- Glymes und Berghes, Heinrich von (1449–1502), Fürstbischof von Cambrai und Kanzler des Ordens vom Goldenen Vlies
- Glymes van Bergen, Anton van (1500–1541), 1. Markgraf von Bergen op Zoom und 1. Graf von Walhain
- Glymes von Bergen, Cornelis von (1458–1509), Admiral der Niederlande
- Glymes von Bergen, Michiel von (1456–1482), niederländischer Edelmann
- Glymes, Johann II. von (1417–1494), Herr von Bergen op Zoom, Walhain, Glymes, Bierbais, Woude, Wavre, Grimbergen und Diplomat
- Glymes, Johann III. von (1452–1531), Herr von Bergen op Zoom, Walhain, Bierbais, Glymes, Woude, Wavre, Grimbergen

### Glyn
- Glyn, Christopher, 7. Baron Wolverton (1938–2011), britischer Peer und Politiker
- Glyn, Elinor (1864–1943), britische Schriftstellerin, Journalist und Drehbuchautorin
- Glyn, George, 2. Baron Wolverton (1824–1887), britischer Politiker der Liberal Party, Mitglied des House of Commons und Peer
- Glyn, John Plumptre Carr (1837–1912), britischer Generalleutnant
- Glyn, John, 6. Baron Wolverton (1913–1988), britischer Peer und Politiker
- Glyn, William (1859–1939), britischer Tennisspieler
- Glyniadakis, Andreas (* 1981), griechischer Basketballspieler
- Glynn, Alan (* 1960), irischer Schriftsteller
- Glynn, Brendan (1910–1986), irischer Politiker
- Glynn, Brian (* 1967), kanadischer Eishockeyspieler
- Glynn, Camillus (* 1941), irischer Politiker
- Glynn, Carlin (1940–2023), US-amerikanische Schauspielerin
- Glynn, Connie (* 1994), englische YouTuberin und Autorin
- Glynn, James F., Generalleutnant des United States Marine Corps
- Glynn, James P. (1867–1930), US-amerikanischer Politiker
- Glynn, John Joseph (1926–2004), US-amerikanischer Geistlicher, römisch-katholischer Bischof
- Glynn, Kathleen (* 1958), US-amerikanische Grafik-Designerin und Film-Produzentin
- Glynn, Martin H. (1871–1924), US-amerikanischer Politiker
- Glynn, Molly (1968–2014), US-amerikanische Theater- und Fernsehschauspielerin
- Glynn, Patrick (1855–1931), australischer Politiker und Außenminister
- Glynn, Peter W., US-amerikanischer Mathematiker
- Glynn-Carney, Tom (* 1995), britischer Schauspieler
- Glynne, Howell (1906–1969), walisischer Opernsänger (Bass) und Gesangspädagoge
- Glynne, Jess (* 1989), britische Sängerin und SongwriterinJess Glynne (* 1989)

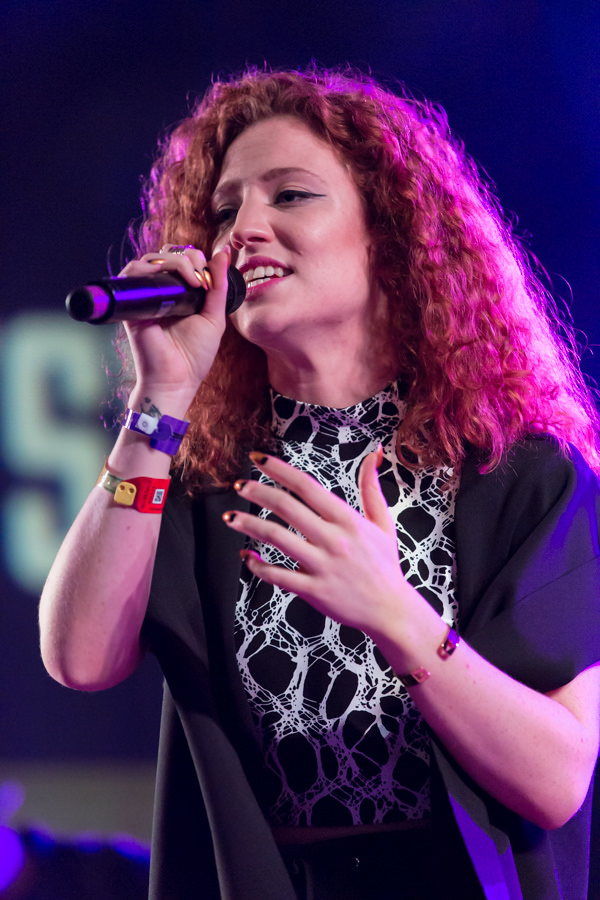
Jess Glynne (* 1989)

- Glynne, Mary Dilys (1895–1991), britische Phytopathologin